# 미스 월드 1951
미스 월드 1951은 1951년 7월 29일 영국 런던에서 열린 최초의 미스 월드 대회이다. 이 대회는 원래 영국 페스티벌과 관련된 일회성 행사로 의도되었다. 전 세계에서 20명의 참가자가 경쟁했다.

### 최종 결과
| 순위           | 참가자                        |
| -------------- | ----------------------------- |
| 미스 월드 1951 | - 스웨덴 – 키키 호칸손        |
| 2위            | - 영국 – 로라 엘리슨-데이비스 |
| 3위            | - 영국 – 도린 개프니          |
| 4위            | - 프랑스 – 재클린 르모안      |
| 5위            | - 영국 – 에일린 체이스        |